# Matthias Lehmann (Grafiker, 1978)
Matthias Lehmann (* 1978 in der Région parisienne) ist ein französisch-brasilianischer Grafiker und Comic-Künstler.

## Leben und Schaffen
Der Sohn einer brasilianischen Mutter und eines französischen Vaters wuchs im Großraum Paris auf. Lehmann ist Autodidakt. Mitte der 1990er Jahre begann er u. a. Linolschnitt-Illustrationen und tuschgezeichnete Comics zu veröffentlichen, zuerst in Fanzines, bald auch in Zeitschriften wie Libération, Le Monde des Livres und Magazinen wie Siné Mensuel und XXI, sowie in Comic-Anthologien wie Comix 2000, Lapin und Dirty Stories. Seine Graphic Novel La Favorite (2015) wurde mit zahlreichen Preisen ausgezeichnet. In der Graphic Novel Chumbo (2023) verarbeitet er Elemente seiner mütterlichen Familiengeschichte mit besonderem Fokus auf die Jahrzehnte der Militärdiktatur in Brasilien (1964 bis 1985) – auf diese sogenannten „bleiernen Jahre“ (portugiesisch: Anos de Chumbo) verweist der Titel.

## Werke (Auswahl)
- Le Gumbo de l'année. Les Requins Marteaux, Bordeaux 2002 ISBN 978-2-909590-73-8.
- L'étouffeur de la RN 115. Actes Sud, Arles 2006 ISBN 978-2-7427-5884-5.
- Les Larmes d'Ezéchiel. Actes Sud, Arles 2009 ISBN 978-2-7427-8399-1.
- La Favorite. Actes Sud, Arles 2015 ISBN 978-2-330-15785-2.
  - Die Favoritin. Aus dem Französischen von Volker Zimmermann. Carlsen Verlag, Hamburg 2016 ISBN 978-3-551-72816-6.
- Personne ne sait que je vais mourir. L'Association, Paris 2016 ISBN 978-2-84414-606-9.
- Qu'importe la mitraille (mit Nicolas Moog). 6 Pieds Sous Terre, Saint-Jean-de-Védas 2016 ISBN 978-2-35212-123-7.
- La Vengeance de Croc-en-Jambe (mit Nicolas Moog). Fluide Glacial, Paris 2019 ISBN 978-2-37878-244-3.
- Chumbo. Casterman, Brüssel 2023 ISBN 978-2-203-21548-1.

## Würdigungen (Auswahl)
- 2015 Prix du meilleur album 2015 au festival Normandiebulle de Darnétal für La Favorite[6]
- 2016 Prix du scénario du Festival Lycéen de la Bande Dessinée de Colomiers für La Favorite[7]
- 2016 Prix des Bulles de Montmartre für La Favorite[8]
- 2017 Prix littéraire des lycéens et apprentis de la région Paca 2017 für La Favorite[8]
- 2024 Prix Bulles d’humanité für Chumbo[9]